# Černá Voda - kulturní dům
Černá Voda - kulturní dům este o arie protejată (arie specială de conservare — SAC, sit de importanță comunitară — SCI) din Republica Cehă întinsă pe o suprafață de 0,08 ha, integral pe uscat.

## Localizare
Centrul sitului Černá Voda - kulturní dům este situat la coordonatele 50°18′38″N 17°09′21″E / 50.310556°N 17.155833°E.

## Înființare
Situl Černá Voda - kulturní dům a fost declarat sit de importanță comunitară în aprilie 2005 pentru a proteja 1 specie de animale. Situl a fost protejat și ca arie specială de conservare în decembrie 2013.

## Biodiversitate
Situată în ecoregiunea continentală, aria protejată nu include niciun habitat protejat.
La baza desemnării sitului se află o specie protejată de  mamifere: liliac cărămiziu (Myotis emarginatus).